# Kakao

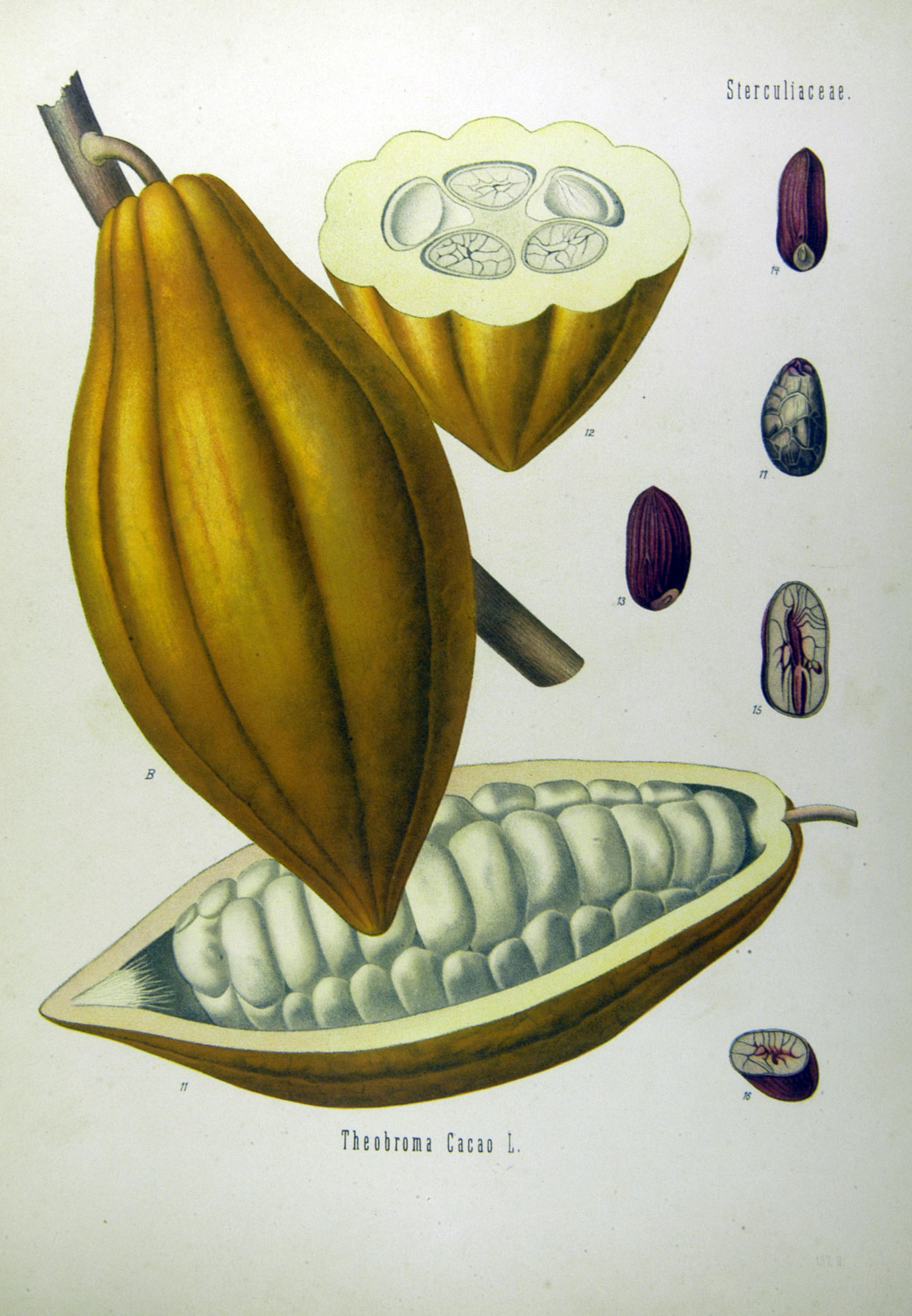
Kakaový plod se semeny – kakaovými boby

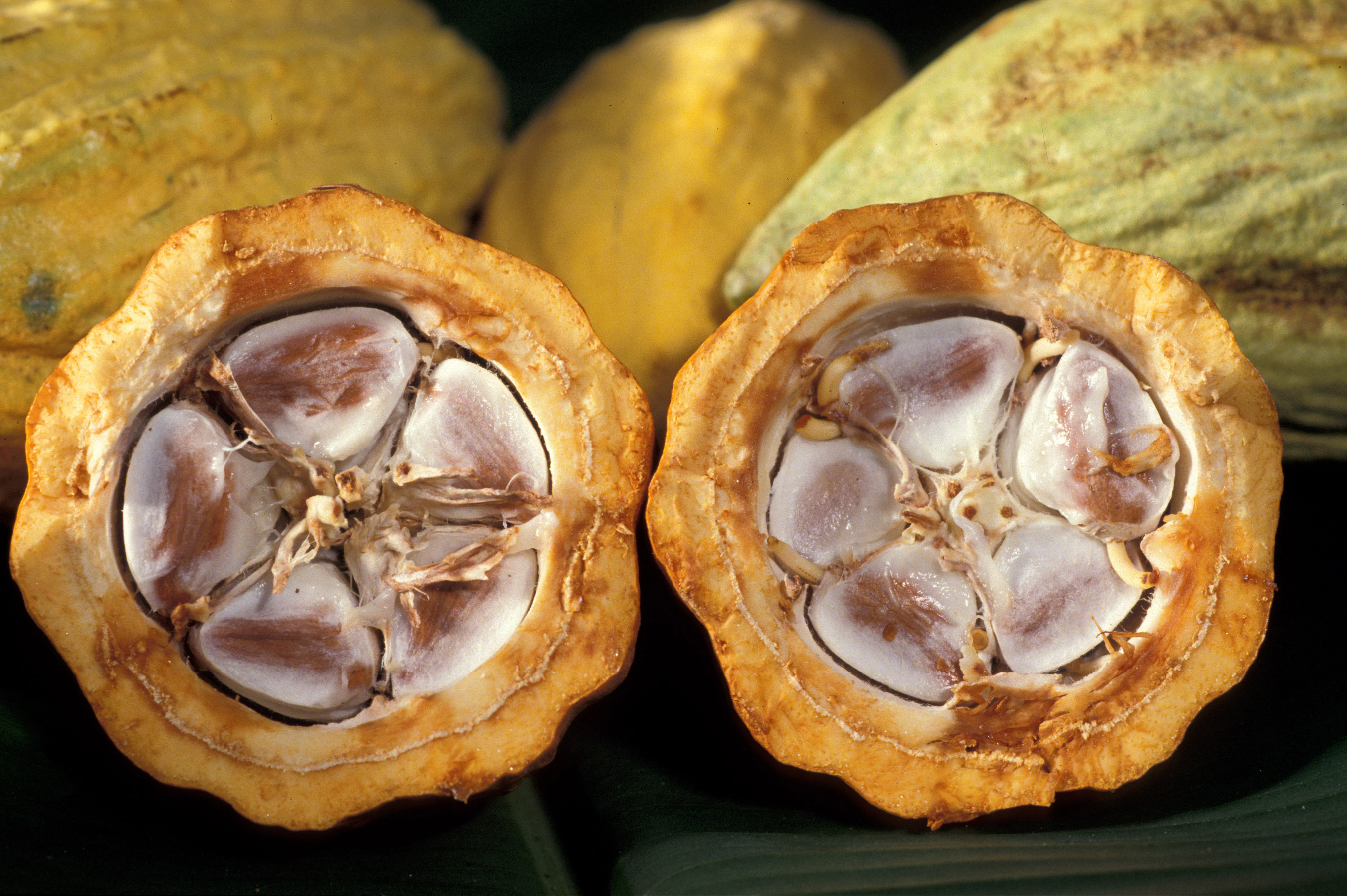
Po otevření

Kakao je obvyklé označení pro semena kakaovníku (Theobroma) a z nich vyrobený prášek. Kakao je důležitým vývozním artiklem mnoha rozvojových zemí a slouží především jako základ čokolády. Ve své přirozené (neslazené) formě má extrémně hořkou chuť. Kakaovníky rostou pouze ve velmi omezené geografické zóně, přibližně 10° na sever a na jih od rovníku – 70 % světových plantáží kakaa se nachází v západní Africe.

## Historie
Kakaovníky pocházejí zřejmě z Jižní Ameriky, kde rostly na úbočí And v povodí řek Amazonky a Orinoco. Do Mezoameriky byly dopraveny starověkou Mayskou civilizací a později rozšířeny na území Mexika Toltéky a Aztéky. Mexičtí Indiáni nazývali kakaovník cacauatl, odtud tedy pochází současné pojmenování.
Kakao bylo v předkolumbovské střední Americe velmi důležitou komoditou. Španělské kroniky dobývání Mexika Hernánem Cortézem udávají, že na slavnostní tabuli Moctezumy II., vládce Aztéků, nebylo jiných nápojů než čokolády, podávané ve zlatých pohárech se zlatou lžičkou. Dochucována vanilkou a kořením, podávaná čokoláda byla našlehána do lahodné pěny, která se rozpouštěla v ústech. Každý den tak bylo připraveno alespoň 50 šálků čokolády pro krále a dalších 2000 pro šlechtice jeho dvora.
Do Evropy čokoládu přivezli Španělé a ta se rychle (již v 16. století) stala velmi oblíbeným nápojem. Španělé také dovezli kakaovníky do oblasti Zadní Indie a Španělské východní Indie (především na Filipíny). Kakaové boby pronikly dokonce i do alchymie, kde se staly známými pod jménem černé zrno. Kakaovník byl systematicky pojmenován až v 18. století švédským přírodovědcem Carlem Linné, který jej nazval Theobroma cacao. (Theobroma znamená „potrava bohů“.)

## Zpracování kakaa
Posklizňové zpracování:
- otevření plodů, oddělení bobů se zbytky dužniny
- fermentace zbytků dužniny 2–8 dnů
- sušení

Průmyslové zpracování kakaových bobů
- čištění a třídění suroviny
- alkalizace
- pražení při 100–130 °C po dobu 20–120 min
- drcení a mletí
- oddělení tuku[1]

## Užití kakaa
Nejjednodušším užitím je příprava kakaa (kakaového nápoje), který vzniká smícháním kakaového prášku, mléka a cukru a přivedením do varu. Kakaový prášek se přidává do různých dalších potravin, zejména do moučníků. Z kakaa se vyrábějí i různé instantní nápoje, u kterých je však nutno si dávat pozor na jejich kvalitu, protože mnohdy obsahují velké množství cukru a jen minimum kakaa. Nejdůležitější pochutinou s obsahem kakaa je čokoláda.

### Světová produkce
Hlavní pěstitelské oblasti se od 20. století přesunuly ze Střední Ameriky do Afriky, zemí s největší produkcí kakaa na světě je západoafrické Pobřeží slonoviny, kde se vypěstuje 39 % světové produkce (2017).
| Produkce kakaových bobů – 2017             | Produkce kakaových bobů – 2017 |
| Stát                                       | (v tunách)                     |
| ------------------------------------------ | ------------------------------ |
| Pobřeží slonoviny                          | 2 034 000                      |
| Ghana                                      | 883 652                        |
| Indonésie                                  | 659 776                        |
| Nigérie                                    | 328 263                        |
| Kamerun                                    | 295 028                        |
| Brazílie                                   | 235 809                        |
| Ekvádor                                    | 205 955                        |
| Svět                                       | 5 201 108                      |
| Zdroj: FAOSTAT Organizace spojených národů |                                |

Celková pěstební plocha na světě činila v roce 2017 přibližně 11,7 milionu hektarů. Průměrný hektarový výnos byl asi 443 kg/ha. Podle FAO bylo v tomto roce celosvětově sklizeno 5,2 milionu tun kakaových bobů, přičemž deset největších producentů kakaových bobů sklidilo 94,4 % z celkového množství.
Průměrná spotřeba vody k produkci kilogramu kakaa se pohybuje kolem 27 000 litrů.
Kakao je komoditní surovinou stejně jako např. kukuřice, měď nebo ropa, se kterou se obchoduje na komoditních burzách.

## Vliv na zdraví
V USA má více než třetina produktů z kakaa nadlimitní obsah olova a kadmia.

## Galerie

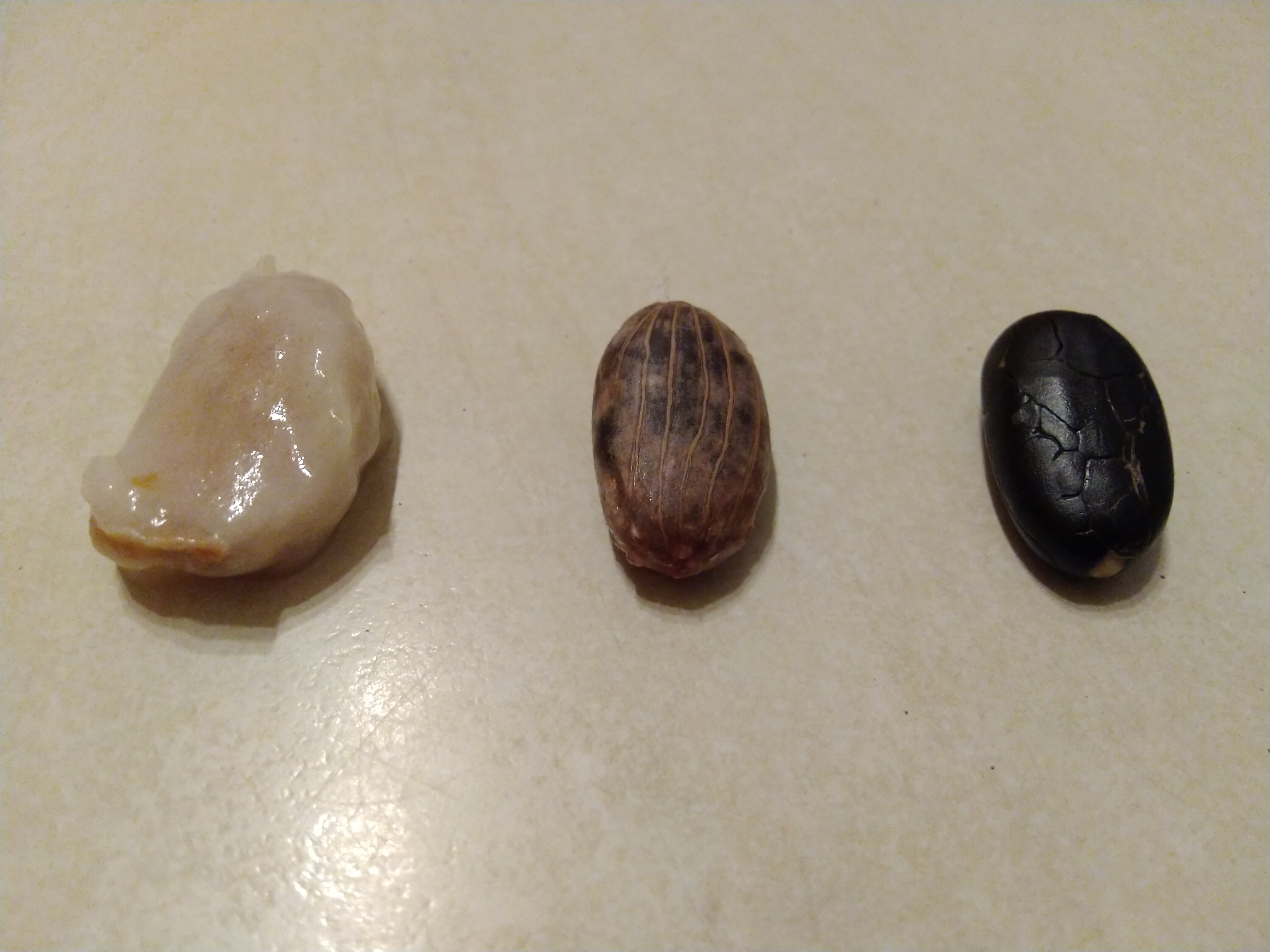
Kakaové boby detailně.
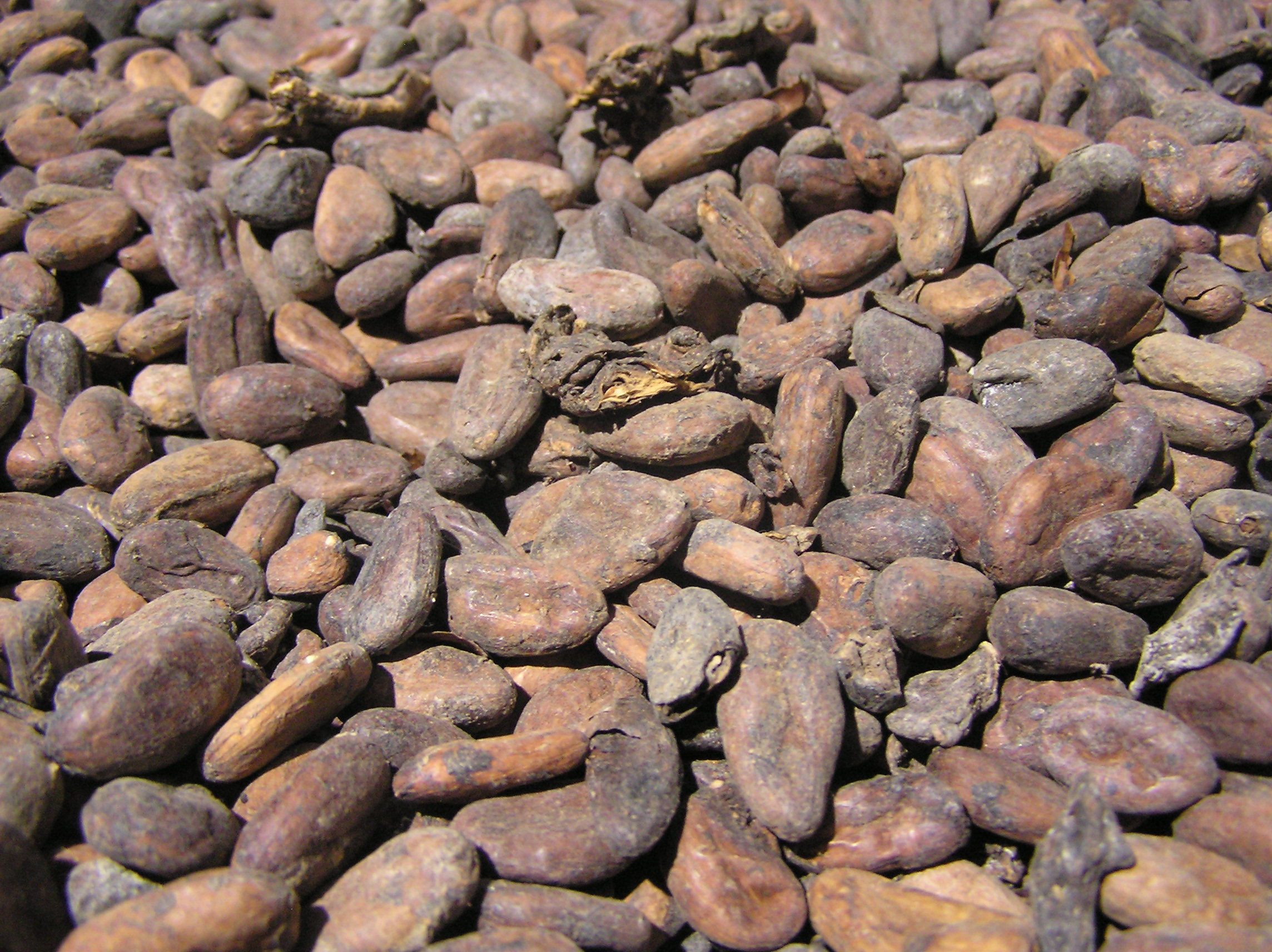
Kakaové boby.
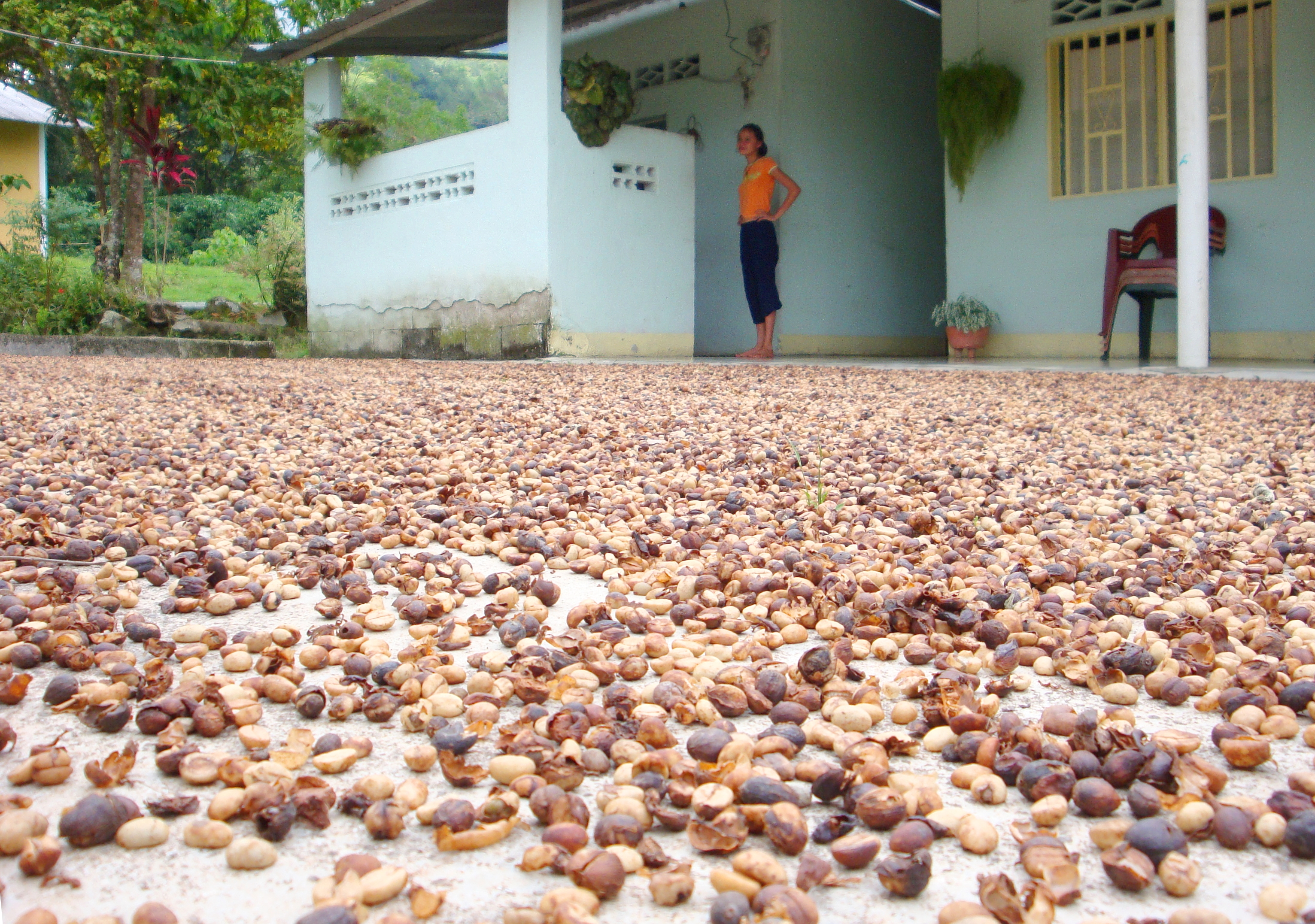
Sušení kakaových bobů.
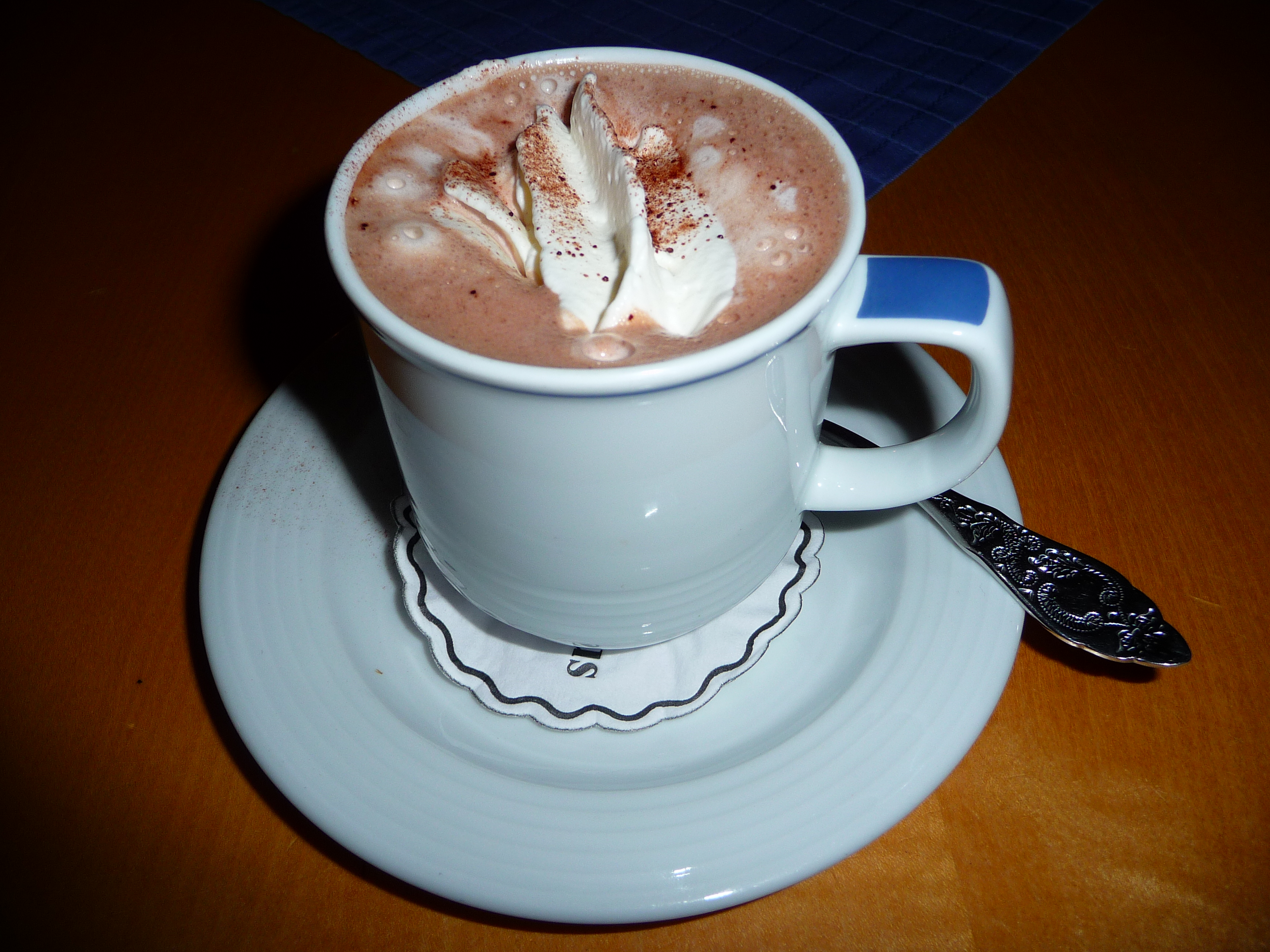
Kakao se šlehačkou.
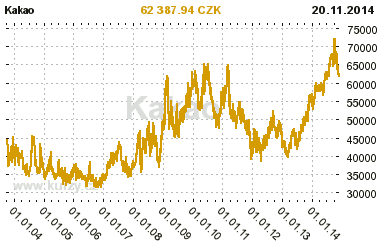
Vývoj ceny kakaa na komoditních burzách[7].